# Johann Friedrich Schröter (Maler)
Johann Friedrich Schröter (* 11. Dezember 1770 in Leipzig; † 2. April 1836 ebenda) war ein deutscher Zeichner, Kupferstecher und Maler.

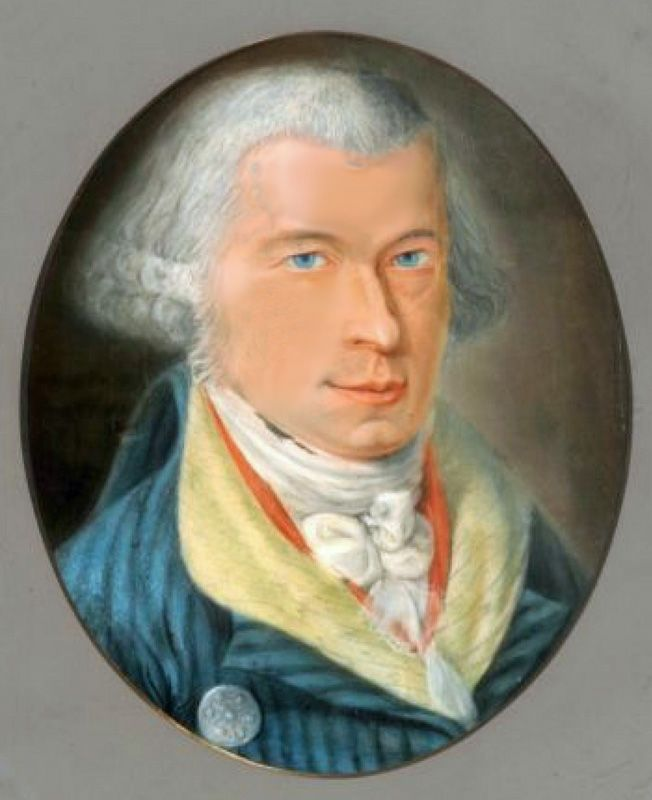
Johann Friedrich Schröter

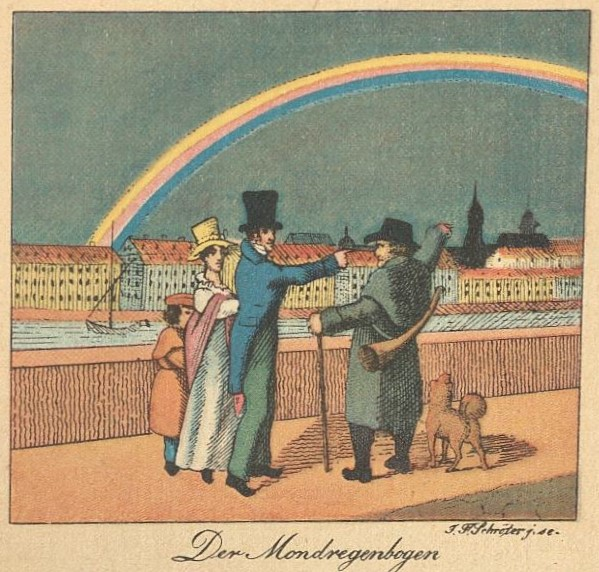
Mondregenbogen in Karl Heinrich Grumbach: Willibalds Durchzüge (1827)

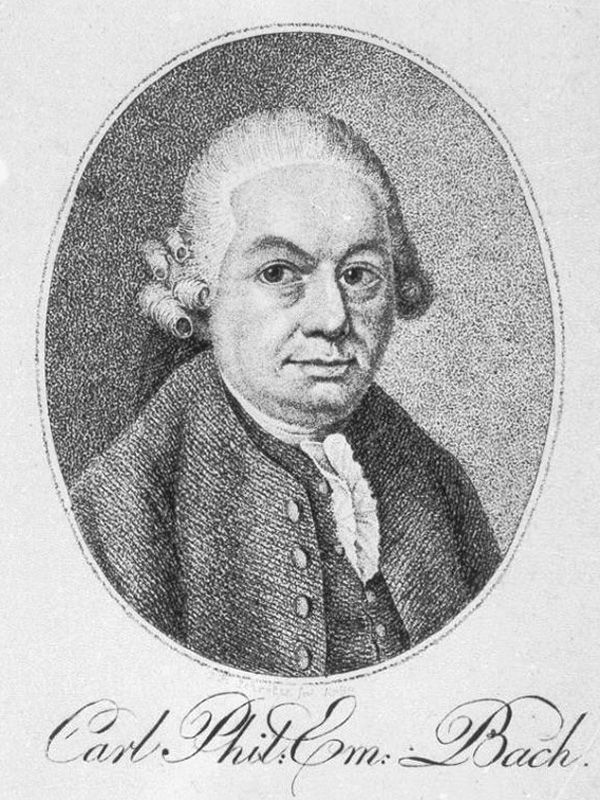
Johann Friedrich Schröter: Porträt Carl Philipp Emanuel Bach

## Biografie
Schröter war Schüler von Adam Friedrich Oeser. 1792 ließ er sich in Leipzig immatrikulieren, um Anatomie zu hören. Er bewarb sich bereits zwei Tage nach dem Tod seines Vorgängers Johann Stephan Capieux auf die Stelle des Universitätszeichenmeisters „auf dem Anatomischen Theater“ der Universität Leipzig am 10. Juni 1813. Diese Stelle hatte er bis zu seinem Tode 1836 inne.
Schröter erwarb sich als Kupferstecher und Zeichner von wissenschaftlichen und anatomischen Objekten ein beachtliches Renommee, was sich auch in seinen Vereinsmitgliedschaften ausdrückt. So wurde er am 16. September 1794 Mitglied der Naturforschenden Gesellschaft zu Leipzig. Schröter fertigte nahezu für jeden bedeutenden Anatomen seiner Zeit Stiche an. Dazu zählten Justus Christian Loder (1753–1832) wie auch  Johann Christian Rosenmüller (1771–1820). Auch als Buchillustrator und sogar Autor zur menschlichen Anatomie war Schröter tätig. Zumindest von Rosenmüller gibt es von ihm Zeichnung und Stich, mit dem er sehr befreundet war. Zahlreiche Porträts im Stich sind von ihm überliefert. Bei Wegner gibt es eine (unvollständige) Übersicht über die anatomischen Werke, für die Schröter Zeichnungen bzw. Stiche geliefert hat.
Er ist nicht zu verwechseln mit dem Genremaler Johann Friedrich Carl Constantin Schroeter. Mit der Opernsängerin und Schauspielerin Corona Schröter besteht keine verwandtschaftliche Beziehung.

## Werke (Auswahl)
- Johann Friedrich Schröter: Das menschliche Auge in einer vergrösserten Darstellung auf einer ausgemalten Tafel nach Sömmering, mit kurzer Beschreibung und Vorrede von J. Chr. Rosenmüller. Friedrich Justin Bertuch, Weimar 1810.
- Stéphanie Félicité de Genlis u. Johann Friedrich Schröter: Neues und faßliches Lehrbuch zum Zeichnen und Mahlen nach richtigen Grundsätzen. Nebst einer neuen Methode, Kinder zeichnen und mahlen zu lehren, J.C. Hinrichs, Leipzig 1. Aufl. 1805 2. Aufl. 1812.